# 兹韦尼戈沃
兹韦尼戈沃是俄罗斯马里埃尔共和国的一个镇，位于伏尔加河畔，距离共和国首府约什卡尔奥拉约90公里，人口12,722人（2002年）。
兹韦尼戈沃始于1860年，1974年建镇。